# Tunapuy
Tunapuy é uma cidade venezuelana, capital do município de Libertador (Sucre).